# شقاوة بنات شبرا (فلم)

## قصة الفيلم
فلم مصري انتج عام ٢٠١٢م يحكي عن فتاتان بعد مشاهدتهما لرجل الأعمال يقوم بقتل الطبيبة الني تعمل بالمستشفى التي يمتلكها رجل الأعمال وسبب قتله لانها قامت باكتشافه بمتاجرة الاعضاء وتحربة الادوية على المرضى الفقراء والمساكين ويحاول رجل الأعمال مساومة الفتاتان، لإسكاتهما.

## طاقم العمل

### الممثلين
- عايدة رياض
- غسان مطر
- عبد الله مشرف
- مجدي فكري
- [3][4]ياسمين جمال
- مراد فكري صادق
- ماهي دندش
- عصام إسماعيل
- إبتسام خاطر
- سما مطر
- ندى
- طلعت الشيخ
- حسن البرنس
- أميرة نايف
- أشرف أمين
- محمد قناوي
- مي شطا
- محمد برغوت
- وليد حبيب
- زكي فتحي
- مريم السعيد
- مختار المحجوبي
- أحمد مهند
- خالد الشيوي

### تاليف
- ماجي مختار   (قصة وسيناريو وحوار)

### إخراج
- عبد اللطيف زكي (مخرج) [5]
- محمد مراد (مساعد مخرج أول)
- شيماء البحيري (مساعد مخرج ثان)

### إنتاج
- رمضان عامر (منتج)
- محمد عبد السلام (مدير الإنتاج)
- نعمات رجب (مونتاج نيجاتيف)
- معتز الشحري (تيترات)
- مختار المحجوبي (مشرف على الإنتاج)
- رمضان عامر (منتج فني)
- صلاح خليل (مونتاج)

### الموسيقى
- عصام إسماعيل (موسيقى تصويرية)

### الصوت
- شريف حمدي
- مرسي عبد المغني
- جميل عزيز (مكساج)

### التصوير
- رضا السيد (مدير التصوير)